# 罗衡宁
罗衡宁，男，1963年5月出生，湖南省衡南县人，研究生文化，副研究员。1984年7月参加工作，1984年3月加入中国共产党。

## 履历
- 1984年7月至1988年9月，任中南工业大学机械系团总支书记。
- 1988年9月至1991年4月，在清华大学马克思主义理论教育专业学习，研究生毕业，获法学（中国大陆学科大类）硕士学位。
- 1991年4月至1996年2月，先后任中南工业大学宣传部正科级干事、宣传部副部长、部长。
- 1996年2月至2000年6月，任中共长沙市委宣传部正县级干部、市外宣办主任。
- 2000年6月至2002年6月，任中共长沙市岳麓区委副书记。
- 2002年6月至2003年2月，任岳麓区委副书记、副区长。
- 2003年2月至2005年12月，任中共望城县委副书记、代县长、县长。
- 2005年12月至2008年1月，任望城县委书记。
- 2008年1月起，現在任湖南省长沙市中级人民法院党组书记、院长（经长沙市十三届人大一次会议选举）。

## 相关事件
- 曾成杰案

### 网页
- 长沙市中级人民法院(长沙市法院)1949年至今历任院长简介 发布时间：2008-02-05 10:20:43